# Bavšica
Bavšica – wieś w Słowenii, w gminie Bovec. W 2018 roku liczyła 10 mieszkańców.

## Geografia
Wieś leży w północno-zachodniej Słowenii, w Gminie Bovec na terenie Alp Julijskich. Położona jest nad rzeką Koritnica.

## Zabytki
Zabytki na terenie wsi Bavšica
- zagroda Ambient domačij Bavšica 15 in 17 z XIX wieku[3]
- zagroda Ambiente Bavšica 5 i 6 gospodarstw z XIX wieku[4]
- dom mieszkalny Domačija Bavšica 3 z XIX wieku[5]
- budynek Hiša Bavšica 19 z ostatniej ćwierci XIX wieku. Murowany, parterowy dom z zewnętrznymi schodami i werandą z 1934 r., dwukondygnacyjnym dachem. Poddasze zostało dobudowane w roku 1899, a piwnica w roku 1905[6]
- budynek Prestaja Bavšica 24 z 1982 roku. Jest to dwupokojowy obiekt zbudowany z kamienia. W roku 1852 został wytłoczony gipsem, zadaszenie posiada drewniane z 1913 roku[7]